# Eviota latifasciata
Eviota latifasciata és una espècie de peix de la família dels gòbids i de l'ordre dels perciformes.

## Morfologia
Els mascles poden assolir els 1,5 cm de longitud total.

## Distribució geogràfica
Es troba des de l'Illa Christmas i Austràlia Occidental fins a Tonga i les Illes Ryukyu.